# Modifikace taveniny
 Modifikace taveniny znamená její úpravu pomocí chemikálií (tzv. modifikátorů) s cílem přinutit některé složky zaujmout při tuhnutí příznivější strukturní uspořádání. Podobnou operací je očkování taveniny, kdy se do taveniny přidávají přísady vytvářející krystalizační jádra, což vede k vytvoření jemnější struktury.
Nejčastěji se modifikují:
Železná tavenina – výroba tvárné litiny, u níž je požadovanou strukturou globulární grafit
Tavenina slitiny hliníku s křemíkem – siluminu – Modifikací se dosahuje krystalizace křemíku ve formě tyčinek místo destiček.

## Modifikace železné taveniny
Cíl modifikace železné taveniny hořčíkem je dosažení změny fyzikálních vlastnosti taveniny tak, aby se uhlík vyloučil v podobě kuliček a ne lamelárně, jak je tomu u šedé litiny. Výsledkem je pak tvárná litina.

## Hořčík
Je vysoce reaktivní prvek s velkou afinitou (tendence ke sloučení) k síře a kyslíku. Rozpustnost v železe je cca 0,08%. Jako důsledek jeho nízké tavicí (672 °C) a vypařovací (1 102 °C) teploty dosahuje tlak hořčíkových par za obvyklé modifikační teploty (okolo 1 500 °C) až 10 bar. Tyto skutečnosti značně ztěžují modifikační proces.

## Modifikační technologie
Vývoj modifikace taveniny hořčíkem se ubíral dvěma směry. Byl to na jedné straně vývoj předslitin hořčíku s niklem, mědí a hlavně s ferosiliciem. Zde je aktivita a tím i reaktivita hořčíku snížena přítomností neutrální složky předslitiny. Na druhé straně byla vyvinuta zařízení, která umožnila přímé použití levnějšího kovového hořčíku. Zde je tlak hořčíkových par kontrolován buďto vyšším tlakem v pánvi (autokláv, tlaková pánev) nebo omezeným kontaktem taveniny s hořčíkem.

### Modifikace předslitinami
Vysoká reaktivita hořčíku s taveninou ztěžuje legování do železné taveniny. Snížení reakční rychlosti na technicky přijatelné hodnoty bylo dosaženo snížením aktivity hořčíku. Tato je proporcionální koncentraci hořčíku v předslitině.Nejpoužívanější předslitiny jsou na bázi ferosilicia (FeSiMg). Obsah hořčíku se pohybuje mezi 3 a 4 %. Zpravidla předslitiny obsahují také malá množství prvků vzácných zemin jako cer a lanthan nebo další kovy jako stroncium, vápník ap. Prvky vzácných zemin redukují nebo dokonce neutralizují nepříznivý vliv tzv. stopových rušivých prvků jako je olovo, antimon, arsen, titan ap. na vznik kuličkového grafitu a tvoření karbidů a podporují modifikační efekt hořčíku. Mimo FeSiMg jsou také pro zvláštní účely používány předslitiny měď - hořčík (CuMg) a nikl - hořčík (NiMg). Předslitiny zpomalují reakci mezi hořčíkem a taveninou tak dalece, že je možné provádět modifikaci v normální slévárenské pánvi. Obvykle je předslitina umístěna na dně pánve a přelita taveninou. Během doby bylo vyvinuto více než 70 různých metod a zařízení na přidávání hořčíku do taveniny. V závislosti na použité metodě pohybuje se výtěžnost hořčíku mezi 15 a 90%.

### Modifikace kovovým hořčíkem
Modifikace kovovým hořčíkem je spojena s již zmíněnými problémy virulentní reakce. Tlak hořčíkových par je nutno kontrolovat a snížit na přijatelnou mez. Toto je dosaženo buď aplikací protitlaku v autoklávu nebo tlakové pánvi nebo řízeným kontaktem mezi taveninou a hořčíkem ve zvláště pro tento účel konstruovaném zařízení. Jako příklad je možno uvést Fischerův konvertor, MAP proces s keramikou chráněným hořčíkem a plněný drát – práškový hořčík je plněn do ocelového pláště.

### Ztráta hořčíku s časem
Vysoká afinita hořčíku ke kyslíku a síře je příčinou relativně rychlého poklesu obsahu hořčíku v tavenině. Modifikační efekt je tímto časově omezen na cca 10-15 minut.